# 一笔画问题
 一笔画问题（Eulerian graph）是图论中一个著名的问题。一笔画问题起源于柯尼斯堡七桥问题。数学家欧拉在他1736年发表的论文《柯尼斯堡的七桥》中不仅解决了七桥问题，也提出了一笔画定理，顺带解决了一笔画问题。一般认为，欧拉的研究是图论的开端。
与一笔画问题相对应的一个图论问题是哈密顿路径问题。
能夠在不重複折返的前提下一笔画寫出或一次走完該路徑的條件，是文字、圖形、路徑的奇顶点的數目正好是0個或2個時，而如果奇顶点的數目兩個時，必須正好為起點或終點，奇顶点是指該點延展出奇數數目的方向，例如T字路口延展出三條道路方向，而線段的端點也是只有一個方向的奇顶点

## 问题的提出
一笔画问题是柯尼斯堡问题经抽象化后的推广，是图遍历问题的一种。在柯尼斯堡问题中，如果将桥所连接的地区视为点，将每座桥视为一条边，那么问题将变成：对于一个有着四个顶点和七条边的连通图 {\displaystyle G(S,E)}，能否找到一个恰好包含了所有的边，并且没有重复的路径。欧拉将这个问题推广为：对于一个给定的图，怎样判断是否存在着一个恰好包含了所有的边，并且没有重复的路径？这就是一笔画问题。用图论的术语来说，就是判断这个图是否是一个能够遍历完所有的边而没有重复。这样的图现称为欧拉图。这时遍历的路径称作欧拉路径（一个环或者一条链），如果路径闭合（一个圈），则称为欧拉回路。
一笔画问题的推广是多笔画问题，即对于不能一笔画的图，探讨最少能用多少笔来画成。

## 一笔画定理
对于一笔画问题，有两个判断的准则，它们都由欧拉提出并证明。

### 定理一
连通的无向图 {\displaystyle G} 有欧拉路径的充要条件是：{\displaystyle G}中奇顶点（连接的边数量为奇数的顶点）的数目等于0或者2。
连通的无向图 {\displaystyle G} 是欧拉环（存在欧拉回路）的充要条件是：{\displaystyle G}中每个顶点的度都是偶数。。
- 必要性：如果一个图能一笔画成，那么对每一个顶点，要么路径中“进入”这个点的边数等于“离开”这个点的边数：这时点的度为偶数。要么两者相差一：这时这个点必然是起点或终点之一。注意到有起点就必然有终点，因此奇顶点的数目要么是0，要么是2。
- 充分性：
  1. 如果图中没有奇顶点，那么随便选一个点出发，连一个环{\displaystyle C_{1}}。如果这个环就是原图，那么结束。如果不是，那么由于原图是连通的，{\displaystyle C_{1}} 和原图的其它部分必然有公共顶点 {\displaystyle s_{1}}。从这一点出发，在原图的剩余部分中重复上述步骤。由于原图是连通图，经过若干步后，全图被分为一些环。由于两个相连的环就是一个环，原来的图也就是一个欧拉环了。
  2. 如果图中有两个奇顶点 {\displaystyle u} 和 {\displaystyle v}，那么加多一条边将它们连上后得到一个无奇顶点的连通图。由上知这个图是一个环，因此去掉新加的边後成为一条路径，起点和终点是 {\displaystyle u} 和 {\displaystyle v}。证毕。

连通无向图有欧拉路径的充要条件也可以写作“图中奇顶点数目不多于2个”，这是因为奇顶点数目不可能是1个。实际上，连通无向图中，奇顶点的数目总是偶数。
对于不连通的无向图，如果有两个互不连通的部分都包含至少一条边，那么显然不能一笔画。只有当此图的边全都在某一个连通部分中（即其它的连通部分都是一个个孤立的顶点，度数为0），并满足连通无向图关于一笔画的充要条件，而该图才能一笔画。也即是说，可以一笔画的（无向）图如果不是连通图，就必定是一个可以一笔画的连通图与若干个孤立顶点的组合。
除了用顶点的度数作为判定的充要条件，还可以用图中边的特性来作为欧拉回路存在的判定准则。连通的无向图 {\displaystyle G}中存在欧拉回路，等价于图{\displaystyle G}所有的边可以划分为若干个环的不交并。具体来说，等价于存在一系列的环{\displaystyle C_{1},C_{2},\cdots ,C_{m}}，使得图{\displaystyle G}里的每一条边都恰好属于某一个环。

### 定理二
如果连通无向图 {\displaystyle G} 有 {\displaystyle 2k} 个奇顶点，那么它可以用 {\displaystyle k} 笔画成，并且至少要用 {\displaystyle k} 笔画成。

### 有向图的一笔画
对有向图来说，一笔画不仅指遍历所有边，而且要遵循正确的方向。严谨地说，一个连通有向图{\displaystyle G}有欧拉路径，指存在一个顶点，从它出发，沿着有向边的方向，可以不重复地遍历图中所有的边。有向图的欧拉回路则是指可以从某一顶点开始，沿有向边的方向不重复地遍历所有边，然后回到原来出发的顶点。用类似于定理一中证明的思路，可以得到有向图一笔画的判定准则：
- 一个连通的有向图可以表示为一条从顶点{\displaystyle u}到{\displaystyle v}的（不闭合的）欧拉路径的充要条件是：{\displaystyle u}的出度（从这个顶点发出的有向边的数量）比入度（指向这个顶点的有向边的数量）多1，{\displaystyle v}的出度比入度少1，而其它顶点的出度和入度都相等。
- 一个连通的有向图是欧拉环（存在欧拉回路）的充要条件是以下两个之一：
  1. 每个顶点的出度和入度都相等；
  2. 存在一系列的（有向）环{\displaystyle C_{1},C_{2},\cdots ,C_{m}}，使得图{\displaystyle G}里的每一条边都恰好属于某一个环。

## 例子

图一：无法一笔画，原因：有四个奇顶点，不符合0個或2個奇顶点的條件
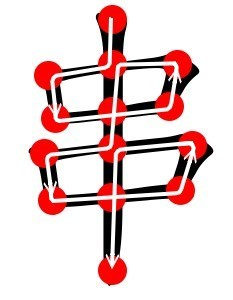
图二：尽管按照中文书写习惯“串”字不止一笔，但它可以一笔写成，因為只有上下兩個奇顶点。
圖三：六角星，0個奇顶点
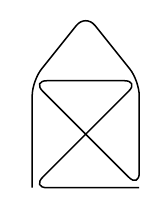
圖四，只有兩個在下方的奇顶点
圖五（圖四的動態版）

### 七桥问题
图一是七桥问题抽象化後得到的模型，由四个顶点和七条边组成。由於四个顶点全是奇顶点，由定理一（奇顶点的數目正好是0個或2個）可知无法一笔画成。

### 一些可以一笔画的例子
图二是中文“串”字。由于只有最上方和最下方的顶点是奇顶点，由定理一知它可以一笔寫成，圖片內給出了一個例子。
圖三的六角星因每個頂點都是偶頂點，如上，由定理一得知，不論是由哪個點出發，它都可以一筆畫成。
圖四（和圖五）的圖只有最左下方和最右下方的頂點是奇頂點，由定理一知它可以一筆畫成，由其中一個奇頂點畫到另一個奇頂點。

## 一笔画问题与哈密顿问题
一笔画问题讨论的是能否不重复地遍历一个图的所有边，至于其中有否顶点的遍历或重复经过则没有要求。哈密顿问题讨论的则是顶点的遍历：能否不重复地遍历一个图的所有顶点？哈密顿问题由哈密顿在1856年首次提出，至今尚未完全解决。